# Berlin-Totale: Steinstraße
Berlin-Totale: Steinstraße ist ein Dokumentarfilm der Staatlichen Filmdokumentation beim Staatlichen Filmarchiv der DDR von Veronika Otten aus dem Jahr 1976.

## Handlung
Die Kamera zeigt die Steinstraße mit ihren Mietshäusern, die keinen Putz mehr haben, die Fenster zu den ehemaligen Souterrain-Wohnungen und -Geschäften sind zugemauert, die Stufen zu den Hauseingängen wurden teilweise provisorisch instand gesetzt. Einigen Fenstern sieht man an, dass die dazu gehörigen Wohnungen nicht mehr bewohnt sind. In der Straße befindet sich kein Geschäft mehr, jedoch kann man teilweise noch lesen, was sich hinter den Mauern befand, so gab es zum Beispiel eine Haarfärberei, eine Fußpflege und ein Geschäft für moderne Frisierkunst.
In einem der Parterre-Fenster lehnt sich Tante Anna auf die Fensterbank und unterhält sich mit Veronika Otten, der Redakteurin dieses Films. Auf die Frage, was sie in der Straße sehen würde, wenn sie die Zeit um 50 Jahre zurückdrehen könnte, antwortet Tante Anna, dass sie zu dieser Zeit noch nicht aus diesem Fenster sehen konnte, da sie damals noch in der Nummer 12 gewohnt hat. Doch etwas später zog sie in dieses Haus, das sich neben einem Kohlenplatz befand. Das einzige, was sie dann sehen konnte, waren die zahlreichen Prostituierten. Die sahen nicht schlecht aus, gingen sauber und ordentlich gekleidet, aber heute gibt es sie nicht mehr in der Steinstraße. Erst wusste Tante Anna nicht, was es mit diesen Leuten auf sich hatte. Wenn sie mit ihrem Hund spazieren ging, wurde sie von den Damen ausgeschimpft, da die in ihr eine Konkurrenz vermuteten, noch nicht einmal ihre Fenster konnte sie öffnen, ohne angegriffen zu werden. Das Leben ist heute in der Straße schon völlig anders als früher, aber trotzdem voller Betrieb.
Früher gab es in der Steinstraße fünf Kneipen, die nicht mehr existieren. Auf die Frage, ob Tante Anna in eine andere, modernere Wohnung in einem schöneren Umfeld ziehen würde, meint sie nur, dass sie in ihrer Bude bleibt, bis sie stirbt. Wünsche hat sie keine, denn sie ist wunschlos glücklich.
Dann soll Tante Anna noch erzählen, was es früher für Läden in der Steinstraße gab. Sie fängt sofort mit dem gegenüberliegenden Haus Nr. 17 an, in dem sich ein Konfektionsgeschäft, ein Fahrradgeschäft, ein Zigarettenladen und eine Schuhmacherwerkstatt befanden. In der Nr. 16 war ebenfalls ein Zigarettenladen, in der Nr. 15 war ein Friseurladen, ein Kolonialwarengeschäft, in den Nr. 13/14 war ein Puff. Auf der rechten Straßenseite war ein Möbelgeschäft, eine Werkstatt für Gipsfiguren, im Nebenhaus war ein Flaschenabfüllbetrieb für Bier und Selters und dann kam noch eine Tischlerei. An der Ecke Steinstraße/Rosenthaler Straße befand sich eine Bäckerei, an die sie sich gern erinnert.
Die Bewohner der Straße waren und sind, bis auf wenige Ausnahmen, Arbeiter, also alles kleine Leute.

## Produktion und Veröffentlichung
Dieser Film wurde durch die Staatliche Filmdokumentation am Filmarchiv der DDR mit dem Reihentitel Berlin-Totale. Ein Filmdokument der Staatlichen Filmdokumentation. III. Lebens- und Wohnverhältnisse. 2. Altbaugebiet Berlin-Mitte. g. Steinstraße gedreht.
Er war schwarzweiß im 16-mm-Format und  nicht für eine öffentliche Aufführung vorgesehen.
2019 wurde er zusammen mit einigen weiteren Filmen aus dieser Reihe im Zeughauskino Berlin gezeigt, nachdem diese vor einigen Jahren wiederentdeckt worden waren.